# Подгозд (община Жужемберк)
Вижте пояснителната страница за други значения на Подгозд.
Подгозд (на словенски: Podgozd) е село в Словения, регион Югоизточна Словения, община Жужемберк. Според Националната статистическа служба на Република Словения през 2015 г. селото има 90 жители.